# Maximum the Hormone
Maximum the Hormone (яп. マキシマム ザ ホルモン Макисимаму дза хорумон) — японская хэви-метал группа, образованная в 1997 году в Хатиодзи, Токио. Их состав состоит из вокалиста Дайсукэ-хана, барабанщицы Нао, гитариста Maximum the Ryo-kun и басиста Уэ-тян. Каждый участник поочередно исполняет ведущий вокал, часто в рамках одной и той же песни, за исключением Уэ-тяна, который почти исключительно исполняет бэк-вокал.
Группа наиболее известна своим нетрадиционным и экспериментальным стилем альтернативной металлической музыки. За свою карьеру они добились успеха, включив в свое звучание элементы хэви-метала, хардкор-панка, хип-хопа, поп-музыки, фанка и ска. Стилистически их музыка простирается от мрачной и серьезной до ироничной или юмористической, часто с резкими изменениями темпа и настроения по ходу песни. Эклектичный характер группы часто вызывает сравнения с группой System of a Down.

## История

### Первые годы (1997 – 2001)
Maximum the Hormone была основана в марте 1997 года в одном из токийских пригородов — Хатиодзи. В первый состав вошли вокалист Дайсукэ Цуда, барабанщица Нао Кавакита, басист Саги и гитарист Кэй. Изначально коллектив представлял собой кавер-группу на The High-Lows в рамках кружка лёгкой музыки университета, где учились участники. В мае группа начала работу над оригинальным материалом, который делился поровну между мелодичным хардкором и хардкор-панком. Первый концерт состоялся в июне 1997 года в городе Хатиодзи, а уже в следующем месяце коллектив выпустил свою первую демо-ленту с тиражом 100 экземпляров. Параллельно группа продолжала выступать в Хатиодзи и Сибуя и отказалась от мелодичного хардкора в пользу более агрессивного звучания.
В марте 1998 года вышло второе демо тиражом 200 копий, а в мае группа отправилась в свой первый тур по Японии. В августе был записан дебютный альбом A.S.A. Crew, единственный в первоначальном составе, а также состоялось участие в сборнике PUNKER SHOT 2, выпущенном лейблом Sky Records. В декабре 1998 года из состава вышли гитарист Кэй и басист Саги, в связи с чем релиз A.S.A. Crew был отложен до августа 1999 года.
В январе 1999 года на место Саги Нао привела в группу своего младшего брата Рё, практически не расстававшегося с гитарой со средней школы и к тому же обладавшего неплохими вокальными данными. Было принято коллективное решение — разделить вокальные партии: Дайсукэ взял себе речитатив и скрим, а Рё — чистый вокал. В сентябре того же года к группе присоединился Футоси Уэхара.
После изменения состава участники группы приняли решение писать песни в основном на японском языке вместо английского, и использовать катакану для написания названия коллектива — マキシマム ザ ホルモン (Макисимаму дза хорумон). Выбор названия был обусловлен любовью участников к мясным блюдам; в частности, слово «хорумон» отсылает к хорумон-яки — японскому блюду из субпродуктов. Эпитет «maximum» был добавлен, поскольку показался участникам звучным и выразительным.
14 февраля 2001 года группа в обновлённом составе выпускает мини-альбом Ootori (hou).

### Коммерческий успех (2002 – 2007)
В 2002 году группа покидает Sky Records и подписывает контракт с инди-лейблом Mimikajiru Records, на котором выпускает свой новый сингл «Niku Cup», предвещавший выход их третьего альбома — Mimi Kajiru.
В 2003 году группа выпускает сингл ROLLING 1000 tOON, который был использован в качестве финальной темы аниме-сериала Air Master, а также вошёл в аркадную игру DrumMania 10th Mix в качестве играбельной композиции.
В 2004 году вышел мини-альбом Kusoban, который привлёк к группе внимание широкой аудитории. В нём тяжёлое звучание сочеталось с элементами лёгкого поп-рока. После успеха Kusoban группа подписала контракт с крупным лейблом VAP.
В 2005 году был выпущен полноформатный альбом Rock-impo Goroshi, который значительно расширил фан-базу группы. Коллектив начал активно выступать на рок-фестивалях, собирать полные залы и выпустил концертный DVD Debu Vs. Debu. Песня «Akagi» была использована в качестве финальной темы к аниме Акаги — легенда маджонга.
В 2006 году группа стала знаменитой широкой публике благодаря песне «Koi no Mega Lover», которая стала первым хитом группы, вошедшим в топ-10 японского чарта Oricon — она достигла 9-й позиции. В том же году группа написала второй эндинг к сверхпопулярному аниме-сериалу Тетрадь смерти — «Zetsubou Billy», а композиция «What's Up, People?!» из альбома Rock-impo Goroshi стала вторым опенингом этого сериала.
В 2007 году Maximum the Hormone выпустили студийный альбом Bu-ikikaesu, который дебютировал на пятом месте в чарте Oricon, став первым полноформатным релизом группы, попавшим в национальный рейтинг. Альбом также получил золотую сертификацию в Японии.

### Перерывы (2008 – 2010)
2008 год начался с релиза нового DVD Deco Vs. Deco. В марте группа совершила своё первое турне по США и Канаде вместе с американской кельтик-панк-группой Dropkick Murphys. 3 мая вместе с другими музыкантами Maximum the Hormone выступила на мемориальном саммите в память об умершем музыканте hide. 9 июля группа выпускает сингл Tsume Tsume Tsume/F, занявший второе место в чарте Oricon. 27 октября Maximum the Hormone выступила в Великобритании вместе с Enter Shikari и гастролировала с ними до 3 ноября. В декабре группа берет перерыв на несколько месяцев в связи операцией на горле Дайсукэ.
Вернувшись с перерыва в мае 2009 года, группа дала несколько концертов в Японии вместе с Bring Me the Horizon и Blessed by a Broken Heart, а также выиграла награду «Лучшее рок-видео» за «Tsume Tsume Tsume» в MTV Video Music Awards Japan. Однако в ноябре группа снова берет перерыв, на этот раз в связи с беременностью барабанщицы Нао.

### Возвращение иYoshu Fukushu(2010 – 2014)
В мае 2010 года Нао рожает дочь, и через 2 недели группа возобновляет свою деятельность. В августе проходит «Enon-Enon-Tour», также группа выступает на Rising Sun Rock Festival. Коллектив приступает к записи нового альбома.
7 февраля 2011 года группа выпустила один клип на две песни — «Chiisana Kimi No Te (小さな君の手)», которая переводится как «Твои маленькие ручки», и «maximum the hormone». 23 марта выходит новый сингл — «Greatest the Hits 2011—2011», дебютировавший на первом месте в еженедельном хит-параде Oricon. В июне группа провела тур по Европе, а в августе выступила на Pentaport Rock Festival в южнокорейском городе Инчхон.
2 июня и 26 июля 2013 группа выпускает клипы на песню «A-L-I-E-N» и «Yoshu Fukushu» соответственно. 31 июля выходит долгожданный шестой студийный альбом Yoshu Fukushu. Это был их первый альбом, попавший на первое место в чарте Oricon. Компакт-диск является уникальным, его высота и ширина приблизительно равна стандартному корпусу DVD и имеет специальное издание с 156-страничной мангой.

### Mimi Kajiru Shinuchiи новые горизонты (2015 – н. в.)
В ноябре 2015 года группа выпускает свой третий концертный альбом Deka vs. Deka, вместе с перезапиcью альбома 2002 года Mimi Kajiru в качестве бонусного диска. Переиздание под названием Mimi Kajiru Shinuchi было выпущено в феврале 2016 и содержало в себе книгу с нотами песен альбома Yoshu Fukushu. В это же время группа берет перерыв из-за второй беременности Нао. Вернувшись в 2017 году, группа начинает японский тур «Mimi Kajiru Shinuchi Tour».
В сентябре 2018 года группа выпускает трек «Haikei VAP-dono», объявив о своем уходе из VAP и подписыванием контракта с Warner Music Japan. В октябре и ноябре группа была вынуждена отменить ряд концертов из-за грыжи межпозвоночного диска у Дайсуке. В ноябре того же года вышел видеоклип на песню «Korekara no Menkata Kotteri no Hanashi wo Shiyou», в котором обыгрывались негативные реакции фанатов на резкое похудение Рё. Одноимённый мини-альбом был выпущен 28 ноября 2018 года.
5 мая 2019 года Maximum the Hormone появились на фестивале Viva La Rock 2019, где объявили о возобновлении концертной деятельности и старте тура по Японии в июне. В сентябре представлен клип на песню «Hungry Pride», выпущенный в составе DVD «Koi no megaraba» от сайд-проекта COTTELEE.
В 2021 году вышел сингл «Kamigami», ставший опенингом аниме-адаптации манги Record of Ragnarok.
В начале 2022 года группа выпустила свой 4-й DVD Dhurha Vs Dhurha. В аниме «Человек-бензопила» песня «Hawatari 2-Oku Senchi» использована как один из двенадцати эндингов. Помимо этого, Дайсуке и Нао ведут собственное еженедельное радиошоу Maximum the Hormone.
29 июля 2023 года была выпущена песня «Koi no America».

## Стиль
Группа исполняет ню-метал и хардкор-панк, добавляя различные элементы других жанров: поп-музыки, хип-хопа, фанка, ска, экспериментального метала. Это выделяет их от многих метал-групп той же направленности. Некоторые критики выделяют группу в альтернативный метал, фанк-метал, грув-метал и металкор. Их музыка имеет различные настроения: от тёмного и серьезного до ироничного или юмористического, причем часто встречается резкий переход в одной и той же песне.

## Состав

### Текущий состав
- Дайсукэ-хан (яп. ダイスケはん Daisuke-han) – скриминг, рэп (с 1997), дополнительные барабаны (с 2018), перкуссия (с 2020), клавишные (с 2021)
- Нао (яп. ナヲ Nawo) – барабаны, ударные, бэк-вокал (с 1997)
- Maximum the Ryo-kun (яп. マキシマムザ亮君 Makishimamu za Ryō-kun) – гитара, основной вокал (с 1999)
- Уэ-тян (яп. 上ちゃん Ue-chan) – Бас-гитара, бэк-вокал (с 1999)

### Бывшие участники
- Саги — бас-гитара, электрогитара (1997—1999)
- Кей — бас-гитара (1997—1999)

## Дискография

### Студийные альбомы
- A.S.A. Crew (1999)
- Hō (2001)
- Mimi Kajiru (2002)
- kusoban (2004)
- Rokkinpo Goroshi (2005)
- Buiikikaesu (2007)
- Yoshu Fukushu (2013)
- Mimi Kajiru Shinuchi (2015)

## Туры

### Япония
- Punkspring с другими артистами (2007)[21]
- Cursive Japan Tour при участии Maximum the Hormone и Beat Crusaders (2007)[22][23]
- Rock in Japan Festival с другими артистами (2007)[24]
- Rising Sun Rock Festival (2007)[25]
- Summer Sonic Festival (2008)
- Summer Sonic Festival с другими артистами (2011)
- Rock in Japan Festival  (2012)
- Ozzfest Japan с другими артистами (2013)
- Summer Sonic Festival с другими артистами (2013)
- Rock in Japan Festival (2013)
- Knotfest Japan (2014)
- Summer Sonic Festival (2017)

### С другими артистами
- Enter Shikari Tour при участии Maximum the Hormone и P-Dex (2008)[26][27]
- Enter Shikari Tour при участии Maximum the Hormone, Canterbury, и P-Dex (2008)[28]
- Enter Shikari Tour в Великобритании с Maximum the Hormone, An Albatross, и P-Dex (2008)[29]
- Dropkick Murphys Tour в США (как гости, 2008)[30][31]
- Hellfest во Франции с другими артистами (2011)[32][33]
- Pentaport Rock Festival в Южной Корее с другими артистами (2011)
- Knot fest в США в другими артистами (2014)
- Knotfest в Мексике с другими артистами (2017)
- Super Japan Expo в Чили с другими артистами (2017)
- European Tour 2022